# Hol vagytok, székelyek?
A Hol vagytok, székelyek? a Kárpátia Zenekar 2003-as középlemeze.

## Számok listája
1. Hol vagytok székelyek (Az eredeti albumborítón "Ó Bujdosó Székely"[1] címmel szerepel) (3:45)
2. Hazám Hazám (Bánk Bán) (4:30)
3. Valahol tőled távol (2:41)
4. Messze idegenbe (3:47)
5. Trombita szó (2:51)

## Közreműködők
- Petrás János – basszusgitár, ének
- Csiszér Levente – gitár, fütty
- Bankó Attila – dob

- Erdélyi Annamária – hegedű
- Koltai Káposzta György – tangóharmonika, vokál